# Ніклас Гойлунд
Ніклас Гойлунд (дан. Nicklas Højlund, нар. 6 березня 1990) — данський футболіст, що грав на позиції воротаря. Виступав, зокрема, за клуб «Люнгбю», а також молодіжну збірну Данії.

## Клубна кар'єра
Ніклас Гойлунд розпочав виступи в дорослому футболі 2008 року в складі команди «Люнгбю», кольори якої і захищав протягом усієї своєї кар'єри гравця, що тривала до 2015 року, провівши 93 матчі в чемпіонаті країни.

## Виступи за збірні
2006 року Ніклас Гойлунд дебютував у складі юнацької збірної Данії (U-16), загалом у складі юнацької команди взяв участь у 1 іграх. 2007 року дебютував у складі юнацької збірної Данії (U-19), за яку зіграв у 3 матчах.
Протягом 2009—2011 років Ніклас Гойлунд залучався до складу молодіжної збірної Данії. На молодіжному рівні зіграв у 2 матчах. У складі команди грав на домашньому для данської молодіжки молодіжному чемпіонаті Європи 2011 року, після чого до молодіжної збірної не залучався.